# Teatro dell'opera di Taichung

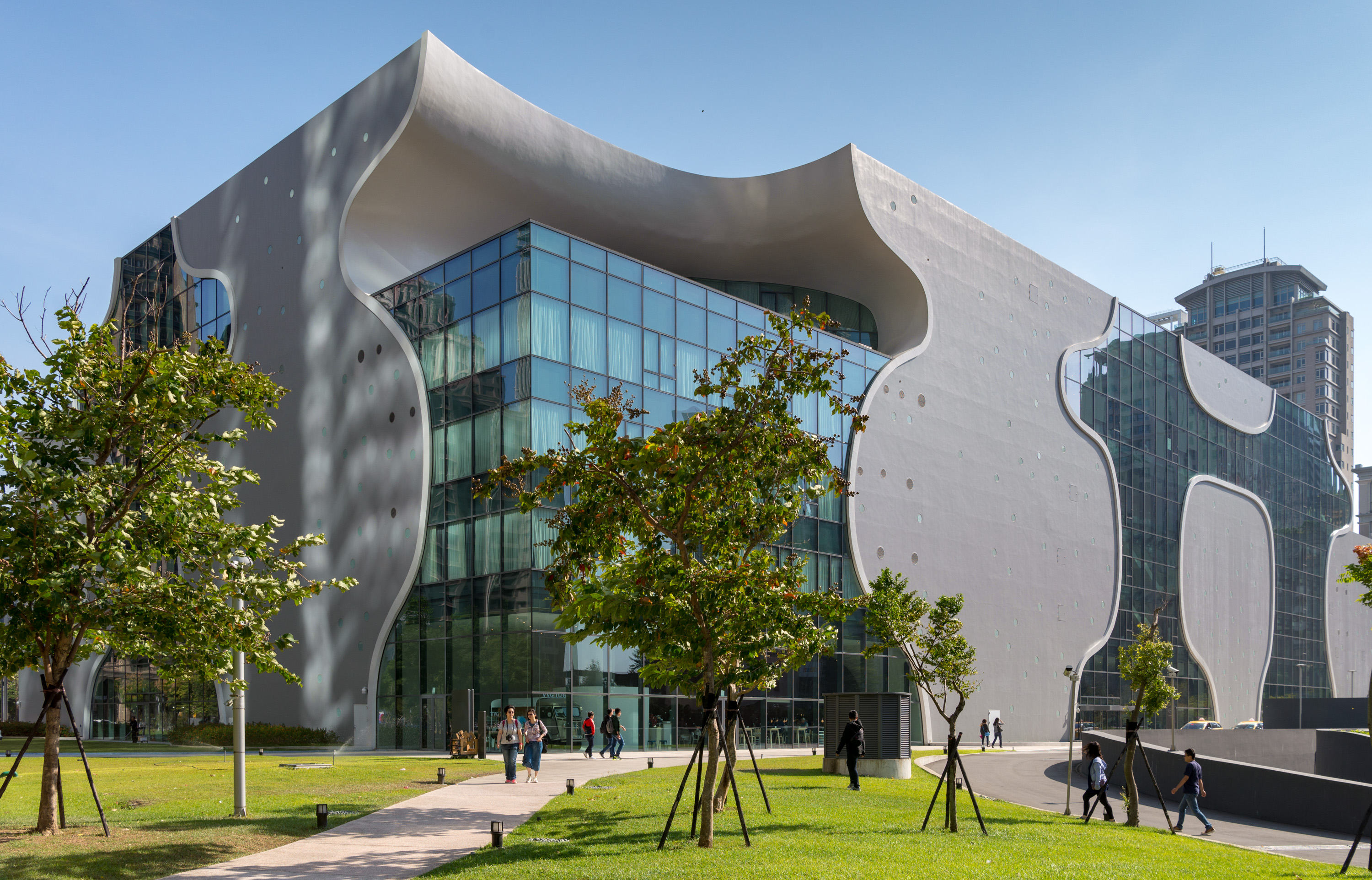
Taichung Metropolitan Opera House

Il Teatro dell'opera di Taichung è un centro culturale teatrale di 58000 metri quadrati realizzato a Taichung, Taiwan, dall'architetto giapponese Toyo Ito. La sua costruzione si è conclusa nel 2016, dopo circa 10 anni tra progettazione e costruzione, dal concorso di partenza nel 2005. Il complesso, designato dallo stesso Ito come una "grotta sonora", comprende tre teatri: il Grand Theater con 2011 posti, il Playhouse con 800 e il Black Box con 200. Sono inoltre presenti l'Art Plaza, che comprende un centro commerciale, un ristorante e una caffetteria e un'area verde.
Questo edificio per la musica riprende lo schema che era stato proposto nel 2004 per il Forum di Ghent in Belgio, progettato da Ito in collaborazione con Andrea Branzi e Masato Araya. In questo progetto nasce l'idea per la prima volta di utilizzare le superfici strutturali come elemento che articola tutti gli spazi interni, una successione continua di cavità che dilatandosi si adattano alle funzioni ospitate.
Per i progetto del teatro di Taichung Ito ha coniato l'espressione "emerging grid" (griglia emergente) mettendo in evidenza la caratteristica principale della griglia di base da cui si sviluppa l'edificio, ovvero la possibilità di essere deformata in modo flessibile per permettere la separazione degli spazi e la sistemazione delle differenti funzioni previste. La struttura è costituita dai gusci a doppia curvatura ottenuti dall'unione di da 58 catenoidi, ovvero delle forme tridimensionali realizzate per mezzo della rotazione di curve catenarie attorno all'asse z, che vengono poi deformati per adattarsi alle funzioni compositive e alle esigenze acustiche e strutturali. Ogni catenoide è costruito utilizzando una struttura a traliccio (truss wall construction), ovvero una struttura con reti in acciaio, posizionata con un passo massimo di 200 mm.
Ito in alcune interviste spiega come la emerging grid sia stata deformata svariate volte utilizzando algoritmi specifici per migliorare le caratteristiche meccaniche della struttura e la distribuzione delle sollecitazioni. La geometria delle superfici non è quindi derivante da mere scelte compositive ma il risultato di una complessa analisi strutturale che punta ad ottenere la migliore soluzione. La struttura, in particolare, è stata progettata da Cecil Balmond con la società di Ingegneria Ove Arup.
Attraverso la modellazione digitale sono state prodotte una serie di mesh attraverso cui è stato possibile realizzare un telaio di acciaio con cui approssimare la forma della struttura e sul quale è stato applicato cemento spruzzato su entrambi i lati. La struttura è costituita da pareti curvilinee, distinte in parallel e radial truss wall, che costituiscono le superfici a doppia curvatura dei catenoidi; in alcuni punti è inoltre presente una sottostruttura nascosta costituita da profilati di carpenteria metallica.